# Mölnlycke AB
 Denne artikel omhandler virksomheden. For byen, se Mölnlycke.
 Der er for få eller ingen kildehenvisninger i denne artikel, hvilket er et problem. Du kan hjælpe ved at angive troværdige kilder til de påstande, som fremføres i artiklen.

Mölnlycke AB var en svensk fremstillingsvirksomhed med produktion af hovedsageligt hygiejneprodukter baseret på porøs masse såsom børnebleer samt menstruations- og inkontinensartikler.
Mölnlycke Väfveri AB blev grundlagt i 1849 af Gustav Ferdinand Hennig som en væveriforretning i Råda socken øst for Göteborg. I starten af 1900-tallet blev Mölnlycke opkøbt af Claes Johansson & Co Väfveri AB i Mölndal. I 1930'erne blev sortimentet udvidet med vævet stof af sytråd. Under 2. verdenskrig tilkom hygiejnebind af engangstype, mens sortimentet på hygiejneområdet blev udvidet med bleer, inkontinensprodukter og blødt papir. De sidste dele af tekstilforretningen blev afviklet i løbet af 1950'erne. Mölnlycke Sytråd AB og AB Melka blev frasolgt i 1987 henholdsvis 1994.

## Historie

### Gustav Ferdinand Hennig
Mölnlycke Väfveri AB blev grundlagt i 1849 af Gustav Ferdinand Hennig. Han arbejdede som skibbrud på den bohuslänske kyst og ankom til Göteborg i en alder af 26 år, ifølge legenden kun medbringende sin bibel. Han fik hjælp af en grosserer, Melin, til at studere i Tyskland og England. Ved sin tilbagekomst startede han sin egen engroshandel op og giftede sig med Melins datter. Gennem sin handel fik han interesse for tekstilbranchen og købte i 1823 en mark ved Mölndals vandfald, Mölndals Kvarnby, hvor han åbnede et bomuldsspinderi med garnfarveri og en oliemølle. I 1832 anlagde han desuden et for tiden meget moderne spinderi, Rosendahls Spinneri och Färgeri, også ved Mölndals Kvarnby. Hennig solgte i 1847 fabrikkerne i Mölndal og valgte at trække sig tilbage. Men han trivedes ikke med arbejdsløsheden og købte derfor i 1849 Råda säteri, en herregård i Råda socken i Härryda kommun øst for Göteborg, af baronessen Martina von Schwerin. Ved hovedgårdens vandfald anlagdes bomuldsspinderi, blegeri og farveri. Et væveri stod klar i 1853 og samme år fik han hjælp til at drive fabrikken af sin svigersøn Bruno Wendel. Straks derefter døde Hennig.

### Bruno Wendel
Kort efter Hennigs død nedbrændte næsten hele spinderiet og en stor del af væveriet. Arvingerne solgte alle ejendommene og fabrikkerne på auktion. Fabriksbestyreren Bruno Wendel (1824-1893) og grossereren Carl Johan Dymling (1811-1878) vandt da på auktionen Mölnlycke med boligerne Hönekulla og Hulebäck og dertil hørende industrier. Væveriet blev genopbygget i 1855, men ikke spinderiet. Virksomheden indgik fra 1856 i det nydannede aktieselskab Mölnlycke Manufaktur AB. I 1861 blev virksomheden igen ramt af en brand, som omfattede næsten hele anlægget. Men fabrikken blev straks genopbygget og udvidet så den kom til at omfatte 370 vævestole. I 1876 anlagde Wendel for egen regning et nyt væveri, den såkaldte Hulebäcksfabriken. Efter en uafbrudt ekspansion var firmaet omkring 1880 en af landets mest moderne tekstilfabrikker. Men derefter førte dårligere konjunkturer til en tilbagegang. Bruno Wendel, af folket kaldet "gamle patron (herre) Wendel", døde i 1893. Han var en patriark af den gamle stamme og også kommunalt interesseret og mange år formand for Råda sockens kommunalstævne. Dertil var han stærkt engageret i tilkomsten af Göteborg-Borås jernbane, som blev indviet året efter hans død.

### Arthur Wendel
Sønnerne Arthur og Richard overtog ledelsen, men allerede efter to år indkøbte Arthur samtlige aktier og drev virksomheden alene. Han forsøgte at modernisere fabrikken, men lavkonjunkturen efter århundredeskiftet førte til et endnu dårligere resultat. Enkefru Wendel ofrede sin formue for at redde virksomheden, men i 1906 blev stillingen uholdbar og firmaet gik konkurs.

### Claes Johansson & Co.
I 1906 erhvervede det i 1893 grundlagde Claes Johansson & Co Väfveri AB i Mölndal en større aktiepost og i 1915 også de tilbagestående aktier. Arvid Mark blev udvalgt som administerende direktør og fortsatte med at modernisere fabrikken. Efterkrigsdepressionen i 1920 ramte Mölnlycke meget hårdt og til slut overtog virksomhedens bank Skandinaviska Kreditaktiebolaget i 1925 alle aktier i såvel Mölnlycke som Claes Johansson & Co.

### Fusionen i 1930
Banken drev nu gennem en fusion begge virksomheder, nu kendt som Clas Johansson-Mölnlycke AB. Men navnet blev allerede i 1933 ændret til Mölnlycke Väfveri AB. I løbet af 1930'erne blev produktionen koncentreret så den samme type arbejde ikke blev udført flere forskellige steder og sortimentet blev rationaliseret med færre men længere serier. Man begyndte også tidligt at bruge kunstfiber og viskose blev vævet hos Mölnlycke allerede i 1933. Forskning og udvikling på området førte til Mölnlyckes voksdug og plastartikler til sygepleje. Man udviklede også en teknik til krølfri behandling.

### Udvidet sortiment
Sortimentet af vævede tekstiler blev i 1935 udvidet med sytråd og under 2. verdenskrig også med hygiejnebind af engangstype. Efter dette øgedes udvalget af produkter indenfor hygiejneområdet med børnebleer, inkontinensprodukter og blødt papir. I løbet af 1950'erne blev tekstilforretningen afviklet; de sidste dele, Mölnlycke Sytråd AB og AB Mekla blev frasolgt i 1987 henholdsvis 1994.

### Udviklingen efter 2. verdenskrig
Hovedejeren blev fra 1949 investeringsselskabet Custos. Omkring 1960 blev Mölnlycke noteret på Stockholmsbörsen for i 1975 at blive overtaget af Svenska Cellulosa AB SCA, hvilket blev starten på firmaets hygiejneforretning. I 1997 blev SCA Hygiene Products AB dannet ved en sammenlægning af SCA Mölnlycke AB og SCA Hygiene Paper, et tysk firma som blev overtaget af SCA samme år. SCA Hygiene Paper hed oprindeligt Papierwerke Waldorf-Aschaffenburg, PWA. SCA Hygiene Products AB's hovedsæde blev flyttet til München og chefen blev østrigeren Alfred Heinzel. Under Heinzels ledelse ekspandere virksomheden kraftigt, hovedsageligt gennem dygtigt gennemførte virksomhedsovertagelser, de fleste udenfor Europa. Heinzel blev efterfulgt af Stefan Angwald, men denne forlod (ufrivilligt) virksomheden i 2003.
I 2003 blev virksomheden delt op i en afdeling for personlige hygiejneprodukter (inkontinens- og børnebleer samt hygiejnebind) og en afdeling for blødt papir. Virksomhedsområderne sårplejeartikler, engangsprodukter til operationer og andet sårplejeudstyr blev i 1998 slået sammen med det finske Kolmi-Set hvorved Mölnlycke Health Care AB blev dannet.
Blandt administrerende direktører for Mölnlycke AB kan nævnes Folke Thulin (1939-59), Gunnar Dahlsten (1965-77), Tore Daun (1977-89) og Jack Forsgren (1989-94).
Mölnlycke AB lå tidligere ved Mölnlycke-fabrikkerne men er i dag flyttet til nye lokaler. Det gamle fabriksområdet er blevet nyrenoveret med rindende vand gennem området til gavn for mange nye virksomheder og foreninger. Wallenstam er udlejer, mens Poppels bryggeri var lejere frem til 2016.